# Praematoliparis anarthractae
Praematoliparis anarthractae is een straalvinnige vissensoort uit de familie van slakdolven (Liparidae). De wetenschappelijke naam van de soort is voor het eerst geldig gepubliceerd in 1989 door Stein & Tompkins.